# شقة وعروسة يا رب (فلم)
شقة وعروسة يا رب هو فيلم مصري عرض عام 1978، بطولة فريد شوقي ونورا وسمير صبري، من تأليف فيصل ندا ومن إخراج زكي صالح.

## قصة الفيلم
يتعرف يوسف على عادل في رحلة البحث عن شقة، ذات صباح يقرأ يوسف عن إعلان طلب آنسة للسكن في غرفة بشقة تقيم فيها المدرسة كاميليا، يذهب يوسف على أمل إقناعها بأنه يمكن أن يسكن معها، إلا أنها ترفض إقامته لديها، يرحب به صاحب العقار، ولأن يوسف يعرف مشكلة عادل، فإنه يستدعيه للإقامة معه في حجرته في العمل.

## طاقم التمثيل
- فريد شوقي: (يوسف)
- نورا: (كاميليا)
- سمير صبري: (عادل)
- يوسف فخر الدين: (شوقي)
- هياتم
- نجوى صالح
- مظهر أبو النجا
- سيف الله مختار
- محمد صبيح
- نادية أنور
- إبراهيم قدري
- محمد أبو حشيش
- يحيى كامل
- الطوخي توفيق
- محمد هيكل
- أنور عبد الملك
- إسماعيل عبد العزيز
- كتكوت الأمير
- سمير ولي الدين

## فريق العمل
- إخراج: زكي صالح
- تأليف: فيصل ندا
- مدير التصوير: علي خير الله
- مونتاج: فكري رستم
- موسيقى تصويرية: حسين الإمام، مودي الإمام
- إنتاج: أفلام زكي صالح
- توزيع داخلي: شركة شافعي لتوزيع الأفلام
- توزيع خارجي: أفلام البلجون (المؤسسة السعودية للسينما)